# Caumont (Eure)
Caumont és un municipi francès situat al departament de l'Eure i a la regió de Normandia. L'any 2007 tenia 1.003 habitants.

## Demografia

### Població
El 2007 la població de fet de Caumont era de 1.003 persones. Hi havia 376 famílies, de les quals 60 eren unipersonals (24 homes vivint sols i 36 dones vivint soles), 136 parelles sense fills, 156 parelles amb fills i 24 famílies monoparentals amb fills.
La població ha evolucionat segons el següent gràfic:
Habitants censats

### Habitatges
El 2007 hi havia 413 habitatges, 378 eren l'habitatge principal de la família, 23 eren segones residències i 12 estaven desocupats. 409 eren cases i 2 eren apartaments. Dels 378 habitatges principals, 320 estaven ocupats pels seus propietaris, 45 estaven llogats i ocupats pels llogaters i 13 estaven cedits a títol gratuït; 1 tenia una cambra, 10 en tenien dues, 31 en tenien tres, 81 en tenien quatre i 256 en tenien cinc o més. 360 habitatges disposaven pel capbaix d'una plaça de pàrquing. A 144 habitatges hi havia un automòbil i a 216 n'hi havia dos o més.

### Piràmide de població
La piràmide de població per edats i sexe el 2009 era:
| Homes | Edats   | Dones |
| ----- | ------- | ----- |
| 0     | 95 o +  | 0     |
| 0     | 90 a 94 | 4     |
| 4     | 85 a 89 | 4     |
| 8     | 80 a 84 | 8     |
| 16    | 75 a 79 | 8     |
| 16    | 70 a 74 | 24    |
| 0     | 65 a 69 | 16    |
| 40    | 60 a 64 | 28    |
| 24    | 55 a 59 | 16    |
| 56    | 50 a 54 | 16    |
| 36    | 45 a 49 | 44    |
| 36    | 40 a 44 | 44    |
| 60    | 35 a 39 | 56    |
| 24    | 30 a 34 | 32    |
| 20    | 25 a 29 | 24    |
| 12    | 20 a 24 | 24    |
| 40    | 15 a 19 | 24    |
| 60    | 10 a 14 | 44    |
| 36    | 5 a 9   | 52    |
| 32    | 0 a 4   | 12    |

## Economia
El 2007 la població en edat de treballar era de 694 persones, 509 eren actives i 185 eren inactives. De les 509 persones actives 468 estaven ocupades (240 homes i 228 dones) i 41 estaven aturades (20 homes i 21 dones). De les 185 persones inactives 74 estaven jubilades, 69 estaven estudiant i 42 estaven classificades com a «altres inactius».

### Ingressos
El 2009 a Caumont hi havia 374 unitats fiscals que integraven 982,5 persones, la mediana anual d'ingressos fiscals per persona era de 24.117 €.

### Activitats econòmiques
Dels 33 establiments que hi havia el 2007, 1 era d'una empresa alimentària, 5 d'empreses de construcció, 6 d'empreses de comerç i reparació d'automòbils, 1 d'una empresa de transport, 5 d'empreses d'hostatgeria i restauració, 2 d'empreses d'informació i comunicació, 1 d'una empresa immobiliària, 8 d'empreses de serveis, 1 d'una entitat de l'administració pública i 3 d'empreses classificades com a «altres activitats de serveis».
Dels 12 establiments de servei als particulars que hi havia el 2009, 1 era un taller de reparació d'automòbils i de material agrícola, 1 paleta, 2 fusteries, 2 lampisteries, 1 perruqueria, 3 restaurants, 1 agència immobiliària i 1 saló de bellesa.
Dels 3 establiments comercials que hi havia el 2009, 1 era una botiga de menys de 120 m², 1 una botiga de roba i 1 una joieria.
L'any 2000 a Caumont hi havia 11 explotacions agrícoles.

## Equipaments sanitaris i escolars
El 2009 hi havia una escola elemental.

## Poblacions més properes
El següent diagrama mostra les poblacions més properes.